# Frank Frazetta
Frank Frazetta (ur. 9 lutego 1928 na Brooklynie, zm. 10 maja 2010 w Fort Myers) – amerykański artysta plastyk pochodzenia włoskiego, tworzący w dziedzinie fantasy i science fiction.

## Życiorys
W wieku ośmiu lat rodzice zapisali Franka do Brooklyn Academy of Fine Arts. Uczęszczał tam przez następne osiem lat, pozostając pod opieką włoskiego artysty Michaela Falangi. Wkrótce po śmierci Falangi, w 1944, szkoła przestała działać, a Frazetta musiał zacząć zarabiać na życie. Zaczął wtedy rysować komiksy. W 1964 obraz Ringo Starra jego autorstwa zainteresował studio filmowe United Artists, które zaangażowało go do wykonania postera do filmu Co słychać, koteczku? Potem wykonał jeszcze kilka innych posterów, zaczął także ilustrować książki. Sławę przyniosły mu okładki serii o Conanie autorstwa Roberta E. Howarda i L. Sprague de Campa. Stworzył także okładki do powieści Edgara Rice’a Burroughsa. Powrócił do komiksu tworząc dla magazynów „Creepy”, „Eerie” i „Vampirella”. W latach 80. Frazetta pracował razem z Ralphem Bakshi przy filmie animowanym Ogień i lód.
W 2003 powstał film dokumentalny o życiu i twórczości artysty: Frazetta: Painting With Fire.
Obrazy Frazetty były często używane jako okładki albumów płytowych, np. zespołów Nazareth (album Expect No Mercy) i Dust.
Fanami twórczości Frazetty są m.in. Clint Eastwood, George Lucas, Steven Spielberg i Sylvester Stallone.
Aggie Guerard Rodgers zaprojektowała kostium księżniczki Lei Organy z Powrotu Jedi inspirując się twórczością Frazetty.

## Lista dzieł

### Wybrane obrazy[2]
Rok i data namalowania

- Carson of Venus – 1963
- Lost City – 1964
- Land of Terror – 1964
- Reassembled Man – 1964
- Wolfman – 1965
- Conan the Barbarian – 1966[3]
- Conan the Adventurer – 1966[4]
- King Kong – 1966
- Sea Monster – 1966
- Spider Man – 1966
- The Sorcerer – 1966
- Swords of Mars – 1966
- Winged Terror – 1966
- The Brain – 1967
- Bran Mak Morn – 1967
- Cat Girl – 1967
- Conan the Conqueror – 1967[4]
- Conan the Usurper – 1967[4]
- Night Winds – 1967
- Sea Witch – 1967
- Snow Giants – 1967
- Conan the Avenger – 1968>[4].
- Rogue Roman – 1968
- Swamp Ogre – 1968
- Egyptian Queen – 1969
- Mongol Tyrant – 1969
- Primitive Beauty / La of Opar – 1969
- Savage World / Young World – 1969
- Vampirella – 1969
- A Princess of Mars – 1970
- Downward to the Earth – 1970
- Eternal Champion – 1970
- The Godmakers – 1970
- Nightstalker – 1970
- Pony Tail – 1970
- The Return of Jongor – 1970
- Sun Goddess – 1970
- Tyrannosaurus Rex – 1970
- Woman with a Scythe – 1970
- Conan the Destroyer – 1971[5]
- Desperation – 1971
- John Carter and the Savage Apes of Mars – 1971
- At the Earth’s Core – 1972
- Birdman – 1972
- Creatures of the Night – 1972
- The Silver Warrior – 1972
- Thuvia, Maid of Mars – 1972
- A Fighting Man of Mars – 1973
- Atlantis – 1973
- Black Emperor – 1973
- Black Panther – 1973
- Black Star – 1973
- Conan of Aquilonia – 1973>[4].
- The Death Dealer I – 1973
- Flash for Freedom – 1973
- Flying Reptiles – 1973
- Ghoul Queen – 1973
- Gollum – 1973
- The Mammoth – 1973
- Monster Out of Time – 1973
- The Moon Maid – 1973
- Serpent – 1973
- Tanar of Pellucidar – 1973
- Tarzan and the Ant Men – 1973
- Tree of Death – 1973
- Barbarian – 1974
- Flashman on the Charge – 1974
- Madame Derringer – 1974
- The Mucker – 1974
- Paradox – 1975
- Dark Kingdom – 1976
- Bloodstone – 1975
- Darkness at Times Edge – 1976
- The Eighth Wonder / King Kong and Snake – 1976
- Queen Kong – 1976
- Invaders – 1977
- Fire Demon – 1977
- Golden Girl – 1977
- Castle of Sin / Arthur Rex- 1978
- The Cave Demon – 1978
- Kane on the Golden Sea – 1978
- Sound – 1979
- Witherwing – 1979
- The Sacrifice – 1980
- Las Vegas – 1980
- Seven Romans – 1980
- Fire and Ice – 1982
- Geisha – 1983
- The Disagreement – 1986
- Victorious – 1986
- Predators – 1987
- The Death Dealer II – 1987
- The Death Dealer III – 1987
- The Death Dealer IV – 1987
- The Death Dealer V – 1989
- Cat Girl II – 1990
- The Countess and the Greenman – 1991
- Dawn Attack – 1991
- The Moons Rapture / Catwalk – 1994
- Beauty and the Beast – 1995
- Shi – 1995
- The Sorceress – 1995
- The Death Dealer VI – 1996
- From Dusk till Dawn – 1996

### Wybrane okładki albumów
- Waterhole No. 3 Soundtrack LP by Roger Miller (1973)[6]
- Nazareth – Expect No Mercy (1977)[7]
- Molly Hatchet – Molly Hatchet (1978)
- Molly Hatchet – Flirtin’ with Disaster (1979)[7]

### Postery filmowe
- Co słychać, koteczku? (1965)
- The Secret of My Success (1965)
- After the Fox (1966)
- Hotel Paradiso (1966)
- The Busy Body (1967)
- Nieustraszeni pogromcy wampirów (1967)
- Who's Minding The Mint (1967)
- Yours, Mine and Ours (1968)
- Mad Monster Party (1969)
- The Night They Raided Minsky's (1969)
- Mrs. Pollifax – Spy (1971)
- Luana (1973)
- The Gauntlet (1977)
- Mad Max (1979)
- Fire and Ice (1983)